# Maragua
Maragua – miasto w Kenii, w hrabstwie Murang'a. W 2019 liczyło 8597 mieszkańców.